# Deportivo Teculután
Deportivo Teculután Fútbol Club – gwatemalski klub piłkarski z siedzibą w mieście Teculután, w departamencie Zacapa. Występuje w rozgrywkach Segunda División. Domowe mecze rozgrywa na obiekcie Estadio Municipal Atilio Pérez Madrid.

## Historia
W latach 90. klub występował w drugiej lidze, nosił nazwę Teculután-Cremas i był filią krajowego potentata Comunicaciones FC. W 2000 roku Teculután spadł do trzeciej ligi, ale ostatecznie utrzymał się dzięki wycofaniu się ekipy COPAGSA. Już w 2001 roku wywalczył swój historyczny, pierwszy awans do najwyższej klasy rozgrywkowej. W Liga Nacional występował bez większych sukcesów w latach 2001–2004. Był to jedyny pobyt klubu w pierwszej lidze.
Pół roku po spadku do drugiej ligi Teculután został w niej zastąpiony przez klub Jutiapa FC. Ponownie występował w drugiej lidze w latach 2009–2012.

## Trenerzy
- Alberto Salguero (2001–2002)
- Ramiro Bran (2003)
- Luis da Costa (2003–2004)
- Gustavo Reinoso (2009–2010)[5]